# Ferrari 512 S Berlinetta Speciale
Der von Pininfarina entworfene Ferrari 512 S Berlinetta Speciale wurde 1969 auf dem Turiner Autosalon vorgestellt. Das Fahrgestell stammt von einem Ferrari 312P, der beim 1000-km-Rennen von Monza 1969 bei einem Unfall schwer beschädigt wurde. Entgegen dem durch die 512 suggerierten Zwölfzylindermotor mit 5,0 l Hubraum wurde ihm ein nicht funktionsfähiger Motor eines Ferrari 612 CanAm eingebaut. Dadurch war das Auto nicht durch eigene Kraft fahrfähig.
Sergio Pininfarina teilte zur Entstehung des Fahrzeugs mit, dass Pininfarina eigentlich bei Ferrari um eines der ersten Fahrgestelle des Ferrari 512S Rennwagens gebeten hatte, da sie eine Forschungskarosserie aufbauen wollten. Zum Zeitpunkt seiner Präsentation waren Ferrari und Pininfarina zu gleichen Teilen Eigentümer des Coupés.
Der Ferrari 512 S Berlinetta Speciale ist ein Mittelmotorcoupé. Seine Linienführung ist sehr flach und nimmt Stilelemente von späteren Ferrari-Designs voraus. Es hat Einzelradaufhängung und Scheibenbremsen an allen Rädern. In der Front, zwischen den Vorderrädern, befindet sich ein kleiner Kofferraum mit vorn angeschlagener Klappe. Über dem zweisitzigen Fahrgastraum ist eine ebenfalls vorn angeschlagene Haube als Einstieg angebracht. Sie besteht zum größten Teil aus der Frontscheibe, die sich bis zum Motorraum hinter den Sitzen erstreckt. Die Heckverkleidung überspannt die Räder und den Motorraum und kann im Ganzen nach hinten aufgestellt werden. Die Spurweite vorn beträgt 1518 mm und hinten 1511 mm. Der Sportwagen ist ein Rechtslenker. Die zwei Schalensitze im Fahrgastraum sind so eng nebeneinander angeordnet, dass der Schalthebel rechts neben dem Fahrer eingebaut wurde.